# Georg Bezold
Georg Bezold (* 17. Mai 1899 in Eggolsheim; † 22. November 1962 in Königsberg in Bayern) war ein deutscher Politiker (SPD).

## Leben
Bezold machte eine Lehre als Metallarbeiter und war von 1915 bis 1917 in der Metallindustrie in Essen und Bochum tätig. Anschließend wurde er bis 1919 zum Wehrdienst eingezogen. Nach dem Ersten Weltkrieg war er in den Fränkischen Metallwarenwerken in Königsberg in Bayern tätig. Im Jahr 1920 trat er der SPD bei, dort blieb er bis 1933, außerdem war er während dieser Zeit beim Deutschen Metallarbeiterverband organisiert. Von 1936 bis 1938 war er im KZ Dachau interniert und wurde anschließend aus dem Dienstverhältnis entlassen. Er bekam danach eine Tätigkeit als Hilfsarbeiter in einem Sägewerk. Im Jahr 1944 war er erneut für drei Wochen im KZ Dachau inhaftiert.

## Politik
Bezold war von 1945 bis 1960 ehrenamtlicher Bürgermeister der Stadt Königsberg in Bayern und war von 1945 bis Mai 1947 Leiter des Wirtschaftsamts Hofheim. Bei der Landtagswahl 1946 wurde er in den Landtag von Bayern gewählt. Er war dort als ordentliches Mitglied im Ausschuss für Flüchtlingsfragen tätig.